# Bertha dalle Carceri
Bertha dalle Carceri, död 1240, var tetrark eller regerande baronessa av Chalkis i Tetrarkin Negroponte på Euboea mellan 1216 och 1240.
Hon var dotter till Ravano dalle Carceri, tetrark av Negroponte 1209-1216, och Isabella dalle Carceri. 
När Ravano dalle Carceri avled 1216 delades Negroponte (Euboea) upp i tre delar. Norra Euboea med huvudstaden Oreoi tillföll Ravanos nevöer Merino I dalle Carceri och Rizzardo dalle Carceri; den centrala delen med huvudstaden Chalkis tillföll hans änka Isabella dalle Carceri och dottern Bertha dalle Carceri; och den södra delen med huvudstaden Karystos tillföll Guglielmo I da Verona och Alberto da Verona. 